# Megastigmus almusiensis
Megastigmus almusiensis är en stekelart som beskrevs av Miktat Doganlar 1989. Megastigmus almusiensis ingår i släktet Megastigmus och familjen gallglanssteklar.
Artens utbredningsområde är Turkiet. Inga underarter finns listade i Catalogue of Life.